# Monts Dandenong
Pour les articles homonymes, voir Dandenong.

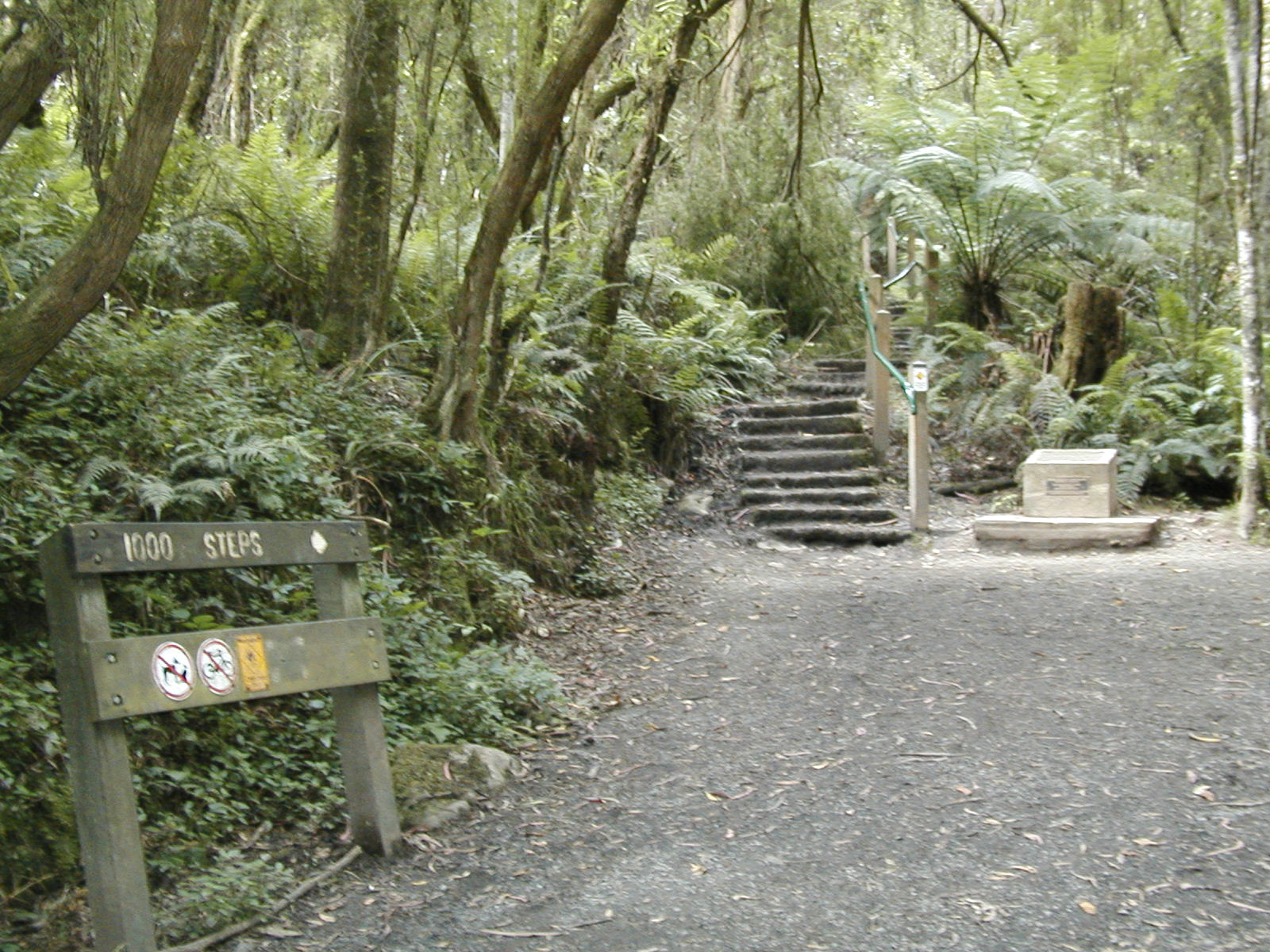
Les 1 000 marches dans les monts Dandenong.

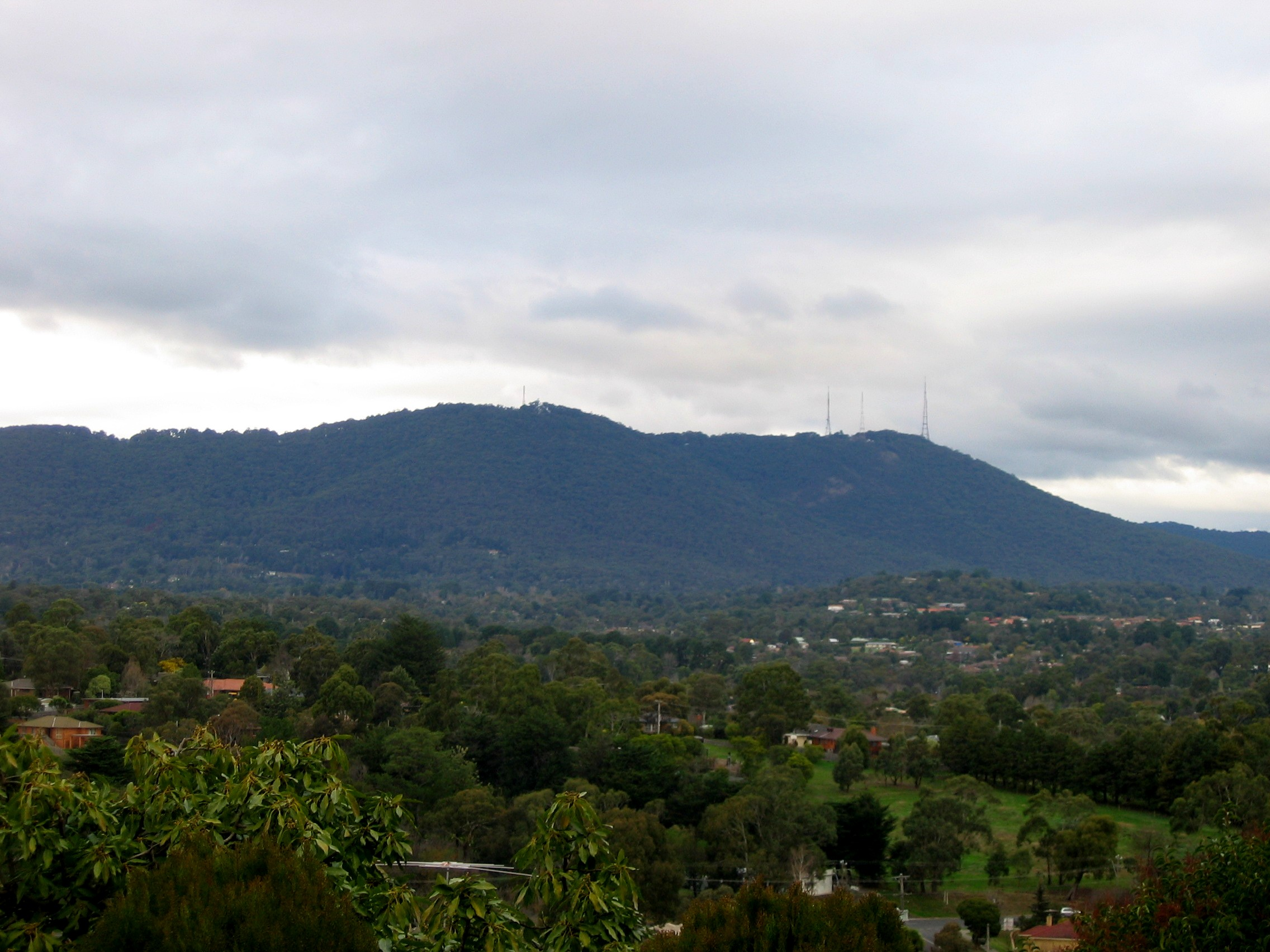
Le mont Dandenong.

Les monts Dandenong (Dandenong Ranges) sont une chaîne de montagnes de basse altitude, culminant à 633 mètres au mont Dandenong, à l'est de Melbourne, dans l'État de Victoria, en Australie.

## Géographie
Composés essentiellement de dacite et de rhyodacite du dévonien, les monts forment une série de crêtes profondément disséquées par des ruisseaux. Les ravins abrités du sud de la région abritent une forêt pluviale tempérée, des fougères arborescentes et des Eucalyptus regnans, tandis que les régions les plus sèches des crêtes et les vallées du nord sont couvertes de forêts sèches sclérophylles de stringybarks et de buis. Cette région est très exposée aux feux de forêts, notamment ceux du tristement célèbre mercredi des Cendres, le 16 février 1983. 
On trouve dans toute la région de nombreuses maisons à thé qui servent du Devonshire tea (thé servi avec des petits pains (scones), de la crème et de la confiture et généralement consommé comme collation dans l'après-midi). Une grande partie des monts est occupée par le Parc national de la chaîne Dandenong. On y trouve aussi la populaire Puffing Billy Railway. 

## Principales communes
- Belgrave
- Ferntree Gully
- Lilydale
- Olinda
- Upwey
- Kilsyth
- Montrose